# Henrich-Camille-Constant-Arthur Rinck
Henrich-Camille-Constant-Arthur Rinck, francoski general, * 1878, † 1953.